# کیم سوک (کمدین)
کیم سوک (انگلیسی: Kim Sook؛ زادهٔ ۶ ژوئیهٔ ۱۹۷۵) بازیگر سینما، کمدین و مجری اهل کره جنوبی است.